# Ринггенберг (Берн)
Ринггенберг (нем. Ringgenberg BE) — коммуна в Швейцарии, в кантоне Берн.
Входит в состав округа Интерлакен. Население составляет 2658 человек (на 31 декабря 2006 года). Официальный код — 0590.